# 水戸建築高等職業訓練校
水戸建築高等職業訓練校（みとけんちくこうとうしょくぎょうくんれんこう）は、日本にある大工養成を目的とする認定職業訓練による職業能力開発校。
入校の対象者は中学校以上を卒業または卒業見込み者で、水戸周辺の工務店等に建築の大工職として就職している、または見込み者。

## 所在地
- 茨城県水戸市三の丸3-14-10

| スタブアイコン | サブスタブ | この項目は、まだ閲覧者の調べものの参照としては役立たない、茨城県に関連した書きかけの項目です。この項目を加筆・訂正などしてくださる協力者を求めています（P:日本の都道府県/茨城県）。 |